# Nokia 5110
Nokia 5110 è un telefono cellulare prodotto dall'azienda finlandese Nokia e messo in commercio nel 1998. Fu il primo telefono cellulare GSM a utilizzare una cover intercambiabile (solo quella anteriore) e questa caratteristica contribuì alla diffusione del dispositivo fra i giovani. Inoltre era affidabile e robusto, era fornito di giochi, suonerie personalizzabili ed era offerto a un prezzo abbastanza accessibile per l'epoca. Fu il primo modello di cellulare ad avere uno schermo più grande e a integrare il famoso videogame Snake.

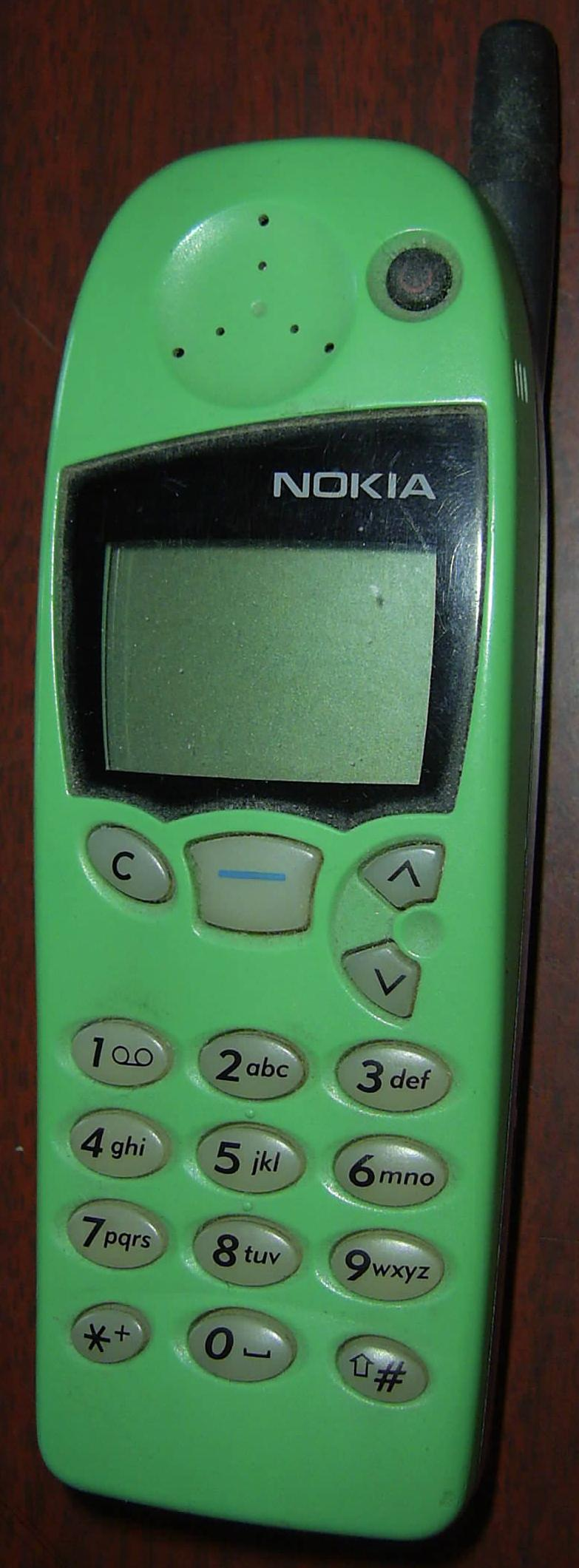
Il Nokia 5110 in versione con cover anteriore colorata

## Caratteristiche
- Dimensioni: 132 x 47 x 31 mm
- Massa: 170  g
- Risoluzione display: 84 x 48 pixel monocromatico
- Durata batteria in conversazione: 4 ore
- Durata batteria in standby: 6 giorni